# Minalur
Minalur es una ciudad censal situada en el distrito de Thrissur en el estado de Kerala (India). Su población es de 6120 habitantes (2011).

## Demografía
Según el censo de 2011 la población de Minalur era de 6120 habitantes, de los cuales 2949 eran hombres y 3171 eran mujeres. Minalur tiene una tasa media de alfabetización del 95,46%, superior a la media estatal del 94%: la alfabetización masculina es del 97,07%, y la alfabetización femenina del 93,97%.